# Багирова, Амина Рагимовна
Амина Рагимовна Багирова (азерб. Əminə Rəhimovna Bağırova; 8 марта 1912, Елизаветполь — 17 марта 1985, Баку) — советский азербайджанский нефтяник, Герой Социалистического Труда (1960). 

## Биография
Родилась 8 марта 1912 года в городе Елизаветполь Елизаветпольского уезда (ныне город Гянджа в Азербайджане).
Окончила Азербайджанский индустриальный институт по специальности «инженер-технолог нефти и газа» (1942). В 1955 году окончила Нефтяную промышленную академию в Москве.
Начала трудовую деятельность в 1942 году заместителем начальника цеха готовой продукции Бакинского нефтемаслозавода имени Джапаридзе. С 1944 года — бригадир технологической установки завода № 430 имени Андреева (позже вошел в состав нефтеперерабатывающего завода имени Алигейдара Караева). На новом рабочем месте успешно организовывала работу, за что бригада Багировой удостоена почётного звания «Бригада коммунистического труда»
Указом Президиума Верховного Совета СССР от 7 марта 1960 года в ознаменование 50-летия Международного женского дня, за выдающиеся достижения в труде и особо плодотворную общественную деятельность Багировой Амине Рагимовне присвоено звание Героя Социалистического Труда с вручением ордена Ленина и золотой медали «Серп и Молот».
С 1963 по 1968 год работала заместителем директора НПЗ имени Караева, активно участвовала в коренном обновлении технологических линий и оборудования, которое проводилось на заводе. В последние годы работала на этом же заводе инженером по технике безопасности.
Активно участвовала в общественно-политической жизни республики. Занимала должность председателя профкома НПЗ, избиралась в республиканский женсовет.
Ушла из жизни 17 марта 1985 года в городе Баку.